# Adiabene
L'Adiabene (in greco Ἀδιαβηνή, dal siriaco Ḥadyab) fu un antico regno della Mesopotamia indipendente o semi-indipendente. Non aveva sbocchi sul mare ma si affacciava sul Tigri. Si trattava di una terra fertile e coltivata, che confinava con l'Armenia mesopotamica (Gordiene) a nord e con l'altopiano iranico ad Oriente. L'Adiabene godeva di un clima pienamente mediterraneo, con estati secche ed inverni miti e piovosi.
Fu brevemente occupato anche dai Romani. L'imperatore romano Settimio Severo (145-211 d.C.) è definito Adiabenico nell'iscrizione del suo arco nel Foro Romano.

## Lo Stato
L'Adiabene subì molte dominazioni, fra le quali la più significativa fu quella dei Parti. Lo Stato era retto da un re ed aveva come capitale Arbela (attuale Arbil, Iraq orientale). 

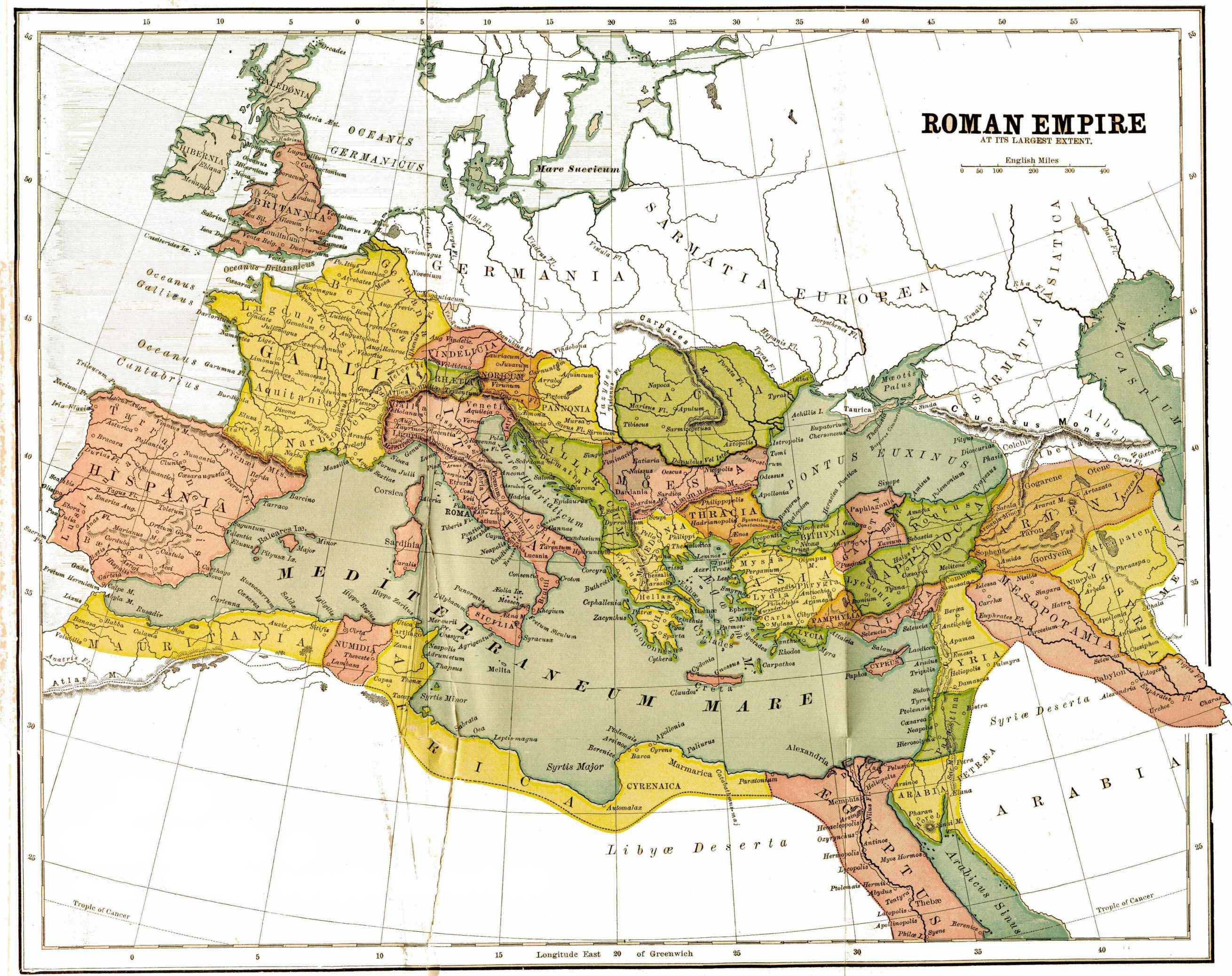
Mappa dell'Impero romano con la provincia di Assiria includendo l'Adiabene

Lo Stato fu giudaizzato nel I secolo d.C. da una confraternita di rabbini ebrei (forse farisea). Fu la regina Elena di Adiabene a convertirsi al giudaismo. Nella diaspora infatti si diffuse molto il Talmud.
Alcuni studiosi moderni sostengono che l'Assyria Provincia di Traiano si estendeva a nordest del fiume Tigri, in una regione in passato nota come Adiabene, e finanche includesse l'Atropatene nel nordovest persiano.
Il breve periodo di occupazione romana, caratterizzato dall'inizio del cristianesimo ad Adiabene, fu seguito da vari secoli di dominio persiano (come provincia sasanide) che durarono fino alla conquista araba.

## Popolazione
La popolazione dell'Adiabene era multietnica: nel I secolo a.C. vi erano etnie greco-macedoni e partiche. Nel III secolo d.C. invece si contavano aramei, sasanidi di religione zoroastriana e manichea, ed anche molte comunità cristiane. La religione cristiana fu fondamentale per la seconda conversione del regno.
Il primo vescovo dell'Adiabene fu Pkidha che venne nominato nel 104 e rimase alla guida della diocesi fino al 114.

## Le città importanti
Le uniche città importanti del regno erano la capitale, Arbela dove era concentrata la maggior parte della popolazione e tutte le etnie presenti nel regno, Ninive (ridotta a piccola cittadina) e Gaugamela.